# Nim Chimpsky
Nim Chimpsky (Norman, 19 de novembro de 1973 — Texas, 10 de março de 2000) foi um chimpanzé que aprendeu 125 sinais da língua de sinais americana (ASL), teve seu nome inspirado em Noam Chomsky pela Universidade da Columbia. 

## Morte
Nim morreu em 10 de março de 2000, aos 26 anos, vítima de um ataque cardíaco. A história de Nim e outros animais de aprendizagem de línguas é contada no livro Silent Partners de Eugene Linden: The Legacy of the Ape.

## Aprendizado

### Citações de três palavras
- Apple me eat
- Banana Nim eat
- Banana me eat
- Drink me Nim
- Eat Nim eat
- Eat Nim me
- Eat me Nim
- Eat me eat
- Finish hug Nim
- Give me eat
- Grape eat Nim
- Hug me Nim
- Me Nim eat
- Me more eat
- More eat Nim
- Nut Nim nut
- Play me Nim
- Tickle me Nim
- Tickle me eat
- Yogurt Nim eat

### Citações de quatro palavras
- Banana Nim banana Nim
- Banana eat me Nim
- Banana me Nim me
- Banana me eat banana
- Drink Nim drink Nim
- Drink eat drink eat
- Drink eat me Nim
- Eat Nim eat Nim
- Eat drink eat drink
- Eat grape eat Nim
- Eat me Nim drink
- Grape eat Nim eat
- Grape eat me Nim
- Me Nim eat me
- Me eat drink more
- Me eat me eat
- Me gum me gum
- Nim eat Nim eat
- Play me Nim play
- Tickle me Nim play